# 光州广域市都市铁道公社1000系电力动车组
光州广域市都市铁道公社1000系电力动车组（：／）是光州广域市都市铁道公社的一款通勤型电力动车组，在光州都市铁道1号线运营。

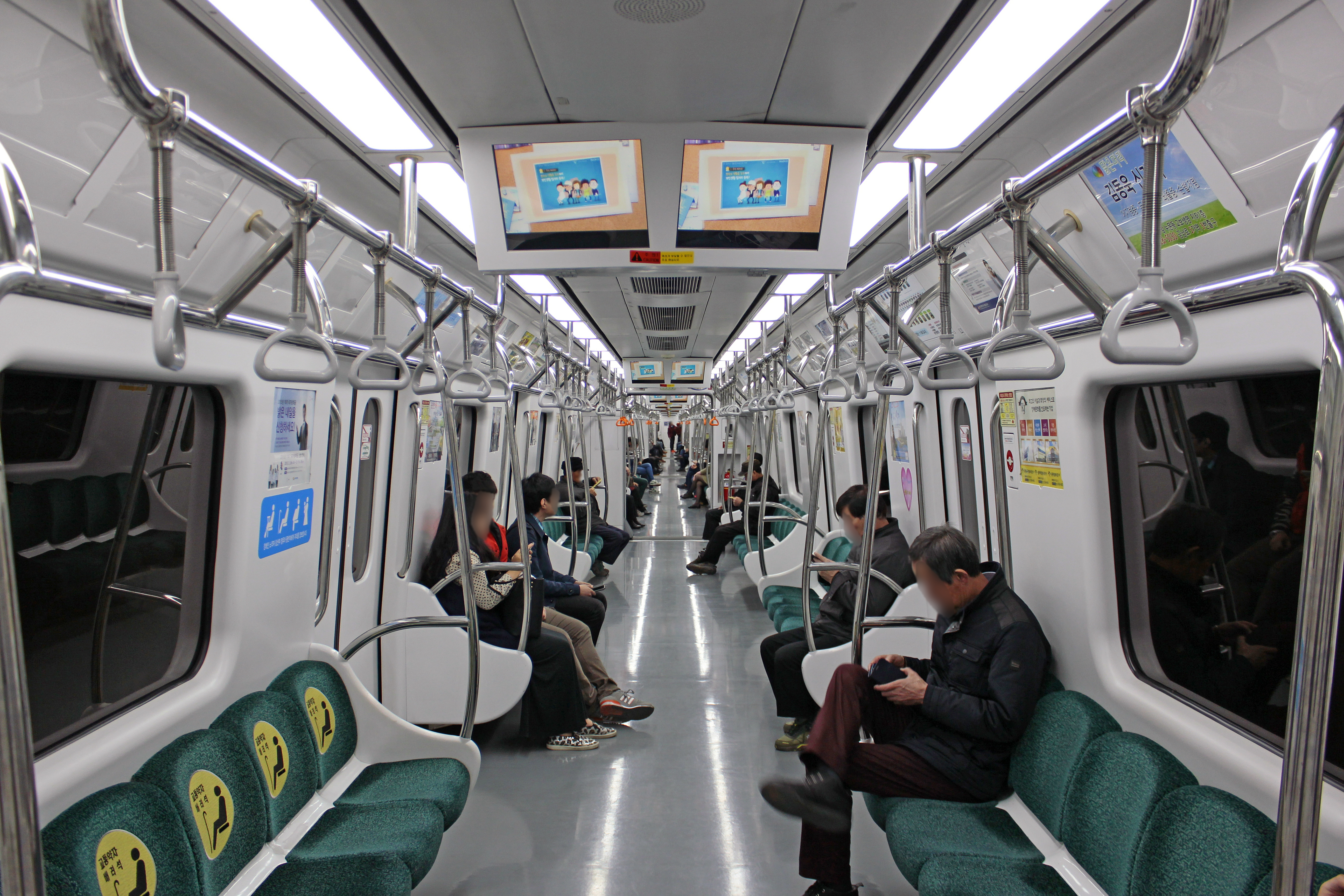
列车内部

## 概况
1000系电力动车组是光州都市铁道公社的列车，是直流用车辆，为韩国标准中型电动列车，由现代Rotem负责生产。列车在2004年开始正式使用，目前运行于光州都市铁道1号线。列车客室车门为外置滑轨门，每节车厢共4对電動外掛式车门，列车在两端设有紧急出口，均为4辆编组。